# Miri Pérez-Cabrero
Miriam Pérez-Cabrero (Barcelona, 15 de diciembre del 1993) es conocida por sus interpretaciones en las producciones originales de Netflix Alguien tiene que morir (2020) y Fuimos canciones (2021).

## Biografía
Nació el 15 de diciembre de 1993 en Barcelona (España). Se encontraba estudiando un grado en Administración y Dirección de Empresas cuando se presentó al casting del talent show culinario MasterChef España en 2017.

## Trayectoria profesional
Tras superar todos los castings de MasterChef España 5, fue seleccionada como aspirante y, finalmente, obtuvo la quinta posición en el concurso. Un año más tarde, fichó por el programa de televisión Matriculats como colaboradora. Además, publicó el libro Las recetas de Miri, de la Editorial Planeta, que trata de una recopilación de noventa de sus mejores platos.
En 2020 se unió a la agencia Uno Models para realizar sus primeros trabajos como modelo de fotografía; de este modo, apareció en la campaña de la firma de moda Carola Monje y fue imagen de la Reserva Wild Forest. Además, se formó en la Central de Cine en Madrid para comenzar una carrera interpretativa.
Miri debutó como actriz con un personaje secundario en la serie original de Netflix Alguien tiene que morir (2020), donde interpretó a Cristina, una de las amigas del personaje de Ester Expósito. Además, fichó por la película, también original de Netflix, Fuimos canciones donde consiguió un papel de reparto y la cual se estrenó en la plataforma en septiembre de 2021. En 2022 participó en la serie de Netflix, Sagrada familia con un papel secundario, y en enero de 2024 apareció en cuatro episodios de la telenovela de La 1, La Moderna.
En 2024 también se confirma su participación en la  vigésimo tercera edición de Supervivientes, un concurso de convivencia y pruebas en Honduras con personajes famosos, emitido en Telecinco.

## Filmografía

### Cine
| Año  | Título           | Personaje | Director     |
| ---- | ---------------- | --------- | ------------ |
| 2021 | Fuimos canciones | Pipa      | Juana Macías |

### Televisión
Series
| Año  | Título                  | Rol      | Canal   | Notas       |
| ---- | ----------------------- | -------- | ------- | ----------- |
| 2020 | Alguien tiene que morir | Cristina | Netflix | 3 episodios |
| 2022 | Sagrada familia         | Mónica   | Netflix | 4 episodios |
| 2024 | La Moderna              | Ana      | La 1    | 4 episodios |

Programas
| Año  | Título         | Canal     | Notas                        |
| ---- | -------------- | --------- | ---------------------------- |
| 2017 | Masterchef     | La 1      | Concursante - 5.ª finalista  |
| 2018 | Matriculats    | TV3       | Colaboradora                 |
| 2024 | Supervivientes | Telecinco | Concursante - 12.ª expulsada |

## Obras publicadas
- Pérez-Cabrero, Miriam (19 de abril de 2019). Las recetas de Miri. Editorial Planeta. p. 332. ISBN 9788408208778.